# Эар
| Название                  | Древне- английское |
| ------------------------- | ------------------ |
| Название                  | Ēar                |
| Форма                     | Футорк             |
| Форма                     |                    |
| Unicode                   | ᛠ U+16E0           |
| Транслитерация            | ea                 |
| Транскрипция              | ea, æa             |
| МФА                       | [æ(ː)ɑ]            |
| Позиция в руническом ряду | 28 или 29          |

Эар (Ear) (ᛠ) — 28-я или 29-я руна англосаксонского футорка. Это позднее дополнение, появившееся в так называемом нортумбрийском руническом ряду. Передаёт на письме звук [ea], [æɑ], [æːɑ]. Эпиграфические свидетельства (например, скрамасакс из Темзы) датируют появление данной руны не позднее IX века.
Руна упоминается в древнеанглийской рунической поэме. Название данной руны и стоящие за ней понятия переводят как «земля» («прах земной») или «могила».
В девятой главе своей книги «Германская мифология», вышедшей в 1835 году, Якоб Гримм придаёт имени руны Эар более глубокое значение. Он интерпретирует текст древнеанглийской поэмы как описание «персонифицированной смерти», связанной с несущим смерть богом войны Аресом. Он отмечал, что руна Эар — это руна Тюра с двумя дополнительными зубцами, и предполагал, что Тюр и Эар (Арес) — это два различных имени одного и того же бога.

## Упоминания в рунических поэмах
Древнеанглийская руническая поэма
| Оригинал | Перевод |
| Ear byþ egle eorla gehwylcun, ðonn[e] fæstlice flæsc onginneþ, hraw colian, hrusan ceosan blac to gebeddan; bleda gedreosaþ, wynna gewitaþ, wera geswicaþ. | Могила вселяет ужас в любого знатного мужа, труп коченеет быстро и ложе себе находит в темной земле. Скудеет хозяйство, счастье уходит прочь, распадаются клятвы. |

## Эзотерика
Эзотерическое значение данной руны — земная почва (прах, в который обращаются тела после смерти). Эар символизирует собой могилу, в которую рано или поздно сойдёт любой живущий человек. В более общем смысле Эар обозначает неизбежный конец всего сущего.